# Wassil Spassow (Schachspieler)
Wassil Spassow (bulgarisch Васил Спасов, englisch Vasil Spasov; FIDE-Schreibweise: Vasil Spasov; * 17. Februar 1971 in Warna) ist ein bulgarischer Großmeister im Schach.

## Leben
Spassow wurde 1989 im kolumbianischen Tunja Weltmeister der unter 20-Jährigen. Er belegte zwar punktgleich mit dem Polen Jacek Gdański den ersten Platz, gewann den WM-Titel aber aufgrund seines Sieges in der direkten Begegnung mit Gdański, der zwischenzeitlich schon mit 1,5 Punkten Vorsprung das Turnier angeführt hatte. Spassow wurde nach dem Gewinn der Weltmeisterschaft der Titel eines Internationalen Meisters verliehen.
Spassow wurde fünfmal bulgarischer Einzelmeister: 1990 in Sofia, 1997 in Schumen, 2000 in Assenowgrad, 2003 in Sofia und 2008 in Plowdiw.
Seine Elo-Zahl beträgt 2541 (Stand: Oktober 2016), womit er auf dem sechsten Platz der Ratingliste seines Landes rangiert. Seine höchste Elo-Zahl von 2621 hatte er im September 2010.

## Nationalmannschaft
Von 1990 bis 1998 und von 2002 bis 2006 nahm Spassow an allen acht Schacholympiaden für die Nationalmannschaft Bulgariens teil. Das beste Abschneiden mit dem bulgarischen Team war 1994 bei der Olympiade in Moskau der fünfte Platz. Außerdem nahm er an den Mannschaftseuropameisterschaften 1992, 2001, 2003 und 2005 teil.

## Vereine
Spassow spielte für den mazedonischen Verein SK Alkaloid Skopje, mit dem er zweimal am European Club Cup teilnahm. In Deutschland spielte er in der Saison 2011/12 in der 2. Bundesliga West für den DJK Aufwärts St. Josef Aachen. Seit 2020 ist er Mitglied des Schachvereins 1947 Dormagen. Im Jahre 2023 führte er diese Mannschaft bei der erstmaligen Teilnahme bei der Deutschen-Blitz-Team-Meisterschaft an und Dormagen, ein Verein aus der Regionalliga, belegte überraschend den 8. Platz.